# 阿图尔·阿维拉
阿图尔·阿维拉（法語：Artur Ávila），巴西－法国数学家，2014年获菲尔茨奖。他的研究主要关注动力系统和谱理论。阿维拉16岁获国际数学奥林匹克竞赛金牌，21岁获巴西国立理论及应用数学研究所博士学位。2008年获欧洲数学学会奖。2012年获国际数学物理联合会早期职业奖。